# Автономная Республика Крым (монета)
Автономная Республика Крым — памятная монета номиналом 5 гривен, выпущенная Национальным банком Украины, посвященная одноимённой административно-территориальной единице Украины. В художественном решении монеты отражён курортно-рекреационный потенциал полуострова.
Монета была введена в обращение 25 апреля 2018 года, относится к серии «Области Украины».

## Описание монеты и характеристики
| Номинал, грн. | Металл                  | Масса, г | Диаметр, мм | Качество изготовления     | Гурт                  | Тираж, штук |
| ------------- | ----------------------- | -------- | ----------- | ------------------------- | --------------------- | ----------- |
| 5             | никелевый сплав, нордик | 9,4      | 28,0        | специальный анциркулейтед | секторальное рифление | 45000       |

### Аверс
На аверсе монеты вверху размещен малый Государственный Герб Украины, по кругу надписи: «НАЦИОНАЛЬНЫЙ БАНК УКРАИНЫ» (вверху), «ПЯТЬ ГРИВЕН» (внизу), справа — логотип Банкнотно-монетного двора Национального банка Украины; в центре — композиция, символизирующая Крым: Медведь-гора (Аю-Даг), справа от которой — год чеканки монеты «2018»; на фоне стилизованных волн — античный корабль, под которым — Ханский дворец в Бахчисарае, беседка в Херсонесе, где произошло крещение князя Владимира (слева), внизу — гроздь винограда, амфора, татарская и античная монеты, цветы горной лаванды.

### Реверс
На реверсе монеты изображена стилизованная карта Украины на фоне орнамента из произведения «Блюдо» автора Рустема Скибина, по кругу размещены надписи: «Автономная Республика Крым» (вверху), «УКРАИНА» (внизу).

## Авторы
Художник и скульптор — Святослав Иваненко.

## Стоимость монеты
При вводе монеты в обращение 2018 Национальный банк Украины реализовал монету через свои филиалы по цене 44 гривны.
Фактическая приблизительная стоимость монеты с годами менялась так:
| год        | 2018 | 2019 | 2020 |
| ---------- | ---- | ---- | ---- |
| Цена, грн. | 110  | 115  | 115  |